# Mordellistena arabica
Mordellistena arabica es una especie de coleóptero de la familia Mordellidae.

## Distribución geográfica
Habita en Arabia.